# Zeit (Leichlingen)
Zeit ist eine Hofschaft in der Stadt Leichlingen (Rheinland) im Rheinisch-Bergischen Kreis.

## Lage und Beschreibung
Zeit liegt südöstlich des Leichlinger Zentrums auf einem niedrigen Höhenzug zwischen dem Weltersbach und dem Murbach, der zugleich die Grenze zu Leverkusen bildet. Am Ort führt die Landesstraße 294 vorbei. Nachbarorte sind Junkersholz, Stöcken, Rosenthal, Sonne, Wietschermühle und Wietsche auf Leichlinger und Pattscheid auf Leverkusener Stadtgebiet.

## Geschichte
Die Karte Topographia Ducatus Montani aus dem Jahre 1715 zeigt den Hof unter dem Namen a.d.Zeit. Im 18. Jahrhundert gehörte der Ort zum Kirchspiel Leichlingen im bergischen Amt Miselohe. Die Topographische Aufnahme der Rheinlande von 1824 verzeichnet den Hof als Auf der Zeit, die Preußische Uraufnahme von 1844 zeigt den Hofraum unbeschriftet. 
1832 gehörte Zeit der Bürgermeisterei Leichlingen an. Der laut der Statistik und Topographie des Regierungsbezirks Düsseldorf als Hofstadt kategorisierte Ort besaß zu dieser Zeit zwei Wohnhäuser und ein landwirtschaftliches Gebäude. Zu dieser Zeit lebten 12 Einwohner im Ort, allesamt evangelischen Glaubens.
Im Gemeindelexikon für die Provinz Rheinland werden 1885 zwei Wohnhäuser mit neun Einwohnern angegeben. 1895 besitzt der Ort zwei Wohnhäuser mit zehn Einwohnern, 1905 zwei Wohnhäuser und zehn Einwohner.